# Manuel Gual Vidal
Manuel Gual Vidal (1903 - 1954) fue un profesor y jurista que fuera rector efímero de la Universidad Nacional Autónoma de México y posteriormente secretario de educación pública.
Terminó sus estudios preparatorianos en la Escuela Nacional Preparatoria en 1918 e ingresó a la Escuela Nacional de Jurisprudencia, en donde se recibió como abogado en 1926.
Desde 1925 ejerció la docencia como profesor adjunto de la materia derecho internacional público. En 1939 fue elegido director de la Escuela Nacional de Jurisprudencia hasta 1941.

## Conflicto en la Universidad
Al día siguiente de la renuncia del rector, Brito Foucher, se presentó en la rectoría de la Universidad un grupo encabezado por Gual, Roberto Medellín Ostos y Raúl Cervantes Ahumada, quienes preocupados por considerar acéfala a la Universidad, constituyeron el grupo denominado "Directorio" que pretendía salvar a la institución y tomar las oficinas.
Para realizar este propósito, convocaron a una reunión el 3 de agosto de 1944 en la que designarían un Consejo Universitario Constituyente que habría de elegir al rector y, avocándose al conocimiento de los problemas de la Universidad, haría las reformas necesarias al estatuto.
Este consejo nombró rector por unanimidad a Manuel Gual, quien se dispuso a realizar las acciones que consideró necesarias para resolver la crisis de la Universidad. Sin embargo, tan sólo cuatro días después, el Presidente de la República decidió pedir tanto a este rector como a José Aguilar Álvarez, designado por el Consejo Universitario, que renunciaran, ya que se había nombrado una junta de avenimiento (la Junta de exrectores) que asumiría el gobierno de la institución y restablecería la organización universitaria.
Aunque con alguna resistencia, pero interesados en la solución del conflicto que ponía en crisis a la Universidad, este grupo de universitarios, al igual que el encabezado por Aguilar, acató la decisión presidencial y después de la renuncia de Gual Vidal, entregó a los miembros de la Junta de exrectores el edificio de la rectoría.
Después de su fugaz rectoría, se retiró temporalmente de la docencia. El presidente Miguel Alemán Valdés lo integró a su gabinete como secretario de Educación Pública, cargo que desempeñó todo el sexenio.